# Ajalon
Der Ajalon (hebräisch נַחַל אַיָּלוֹן Nachal Ajjalōn, deutsch ‚Bach Ajjalon‘, Plene: איילון; durch Umschrift aus dem Hebräischen kommen auch andere Schreibweisen vor, etwa Ayalon; arabisch وادي المصرارة, DMG Wādī al-Muṣrārah) ist ein Fluss in Israel, der Tel Aviv durchfließt.

## Geographische Angaben
Die Quellbäche des Ajalon liegen westlich einer gedachten Linie Jerusalem–Ramallah nahe Givʿat Seʾev. Von dort fließt der Ajalon zunächst in westlicher und dann südwestlicher Richtung in das zur Schefela gehörende Ajalontal (in dem auch Latrun liegt). Dort biegt der Fluss – unterhalb der heutigen, nach ihm benannten Orte Mischmar Ajalon und Nof Ajalon – in Richtung Nordwesten ab und fließt im weiteren Verlauf an Lod und dem Ben-Gurion-Flughafen vorbei, ehe er das Stadtgebiet von Tel Aviv erreicht. In Tel Aviv fließt der Ajalon auf einer Länge von sieben Kilometern in Nordrichtung parallel zur etwa drei Kilometern entfernten Mittelmeerküste. In diesem Abschnitt kartografierte Theodor Sandel im Auftrag Plato von Ustinows Ende der 1870er Jahre erstmals den unteren Flusslauf mit seinen Sümpfen.

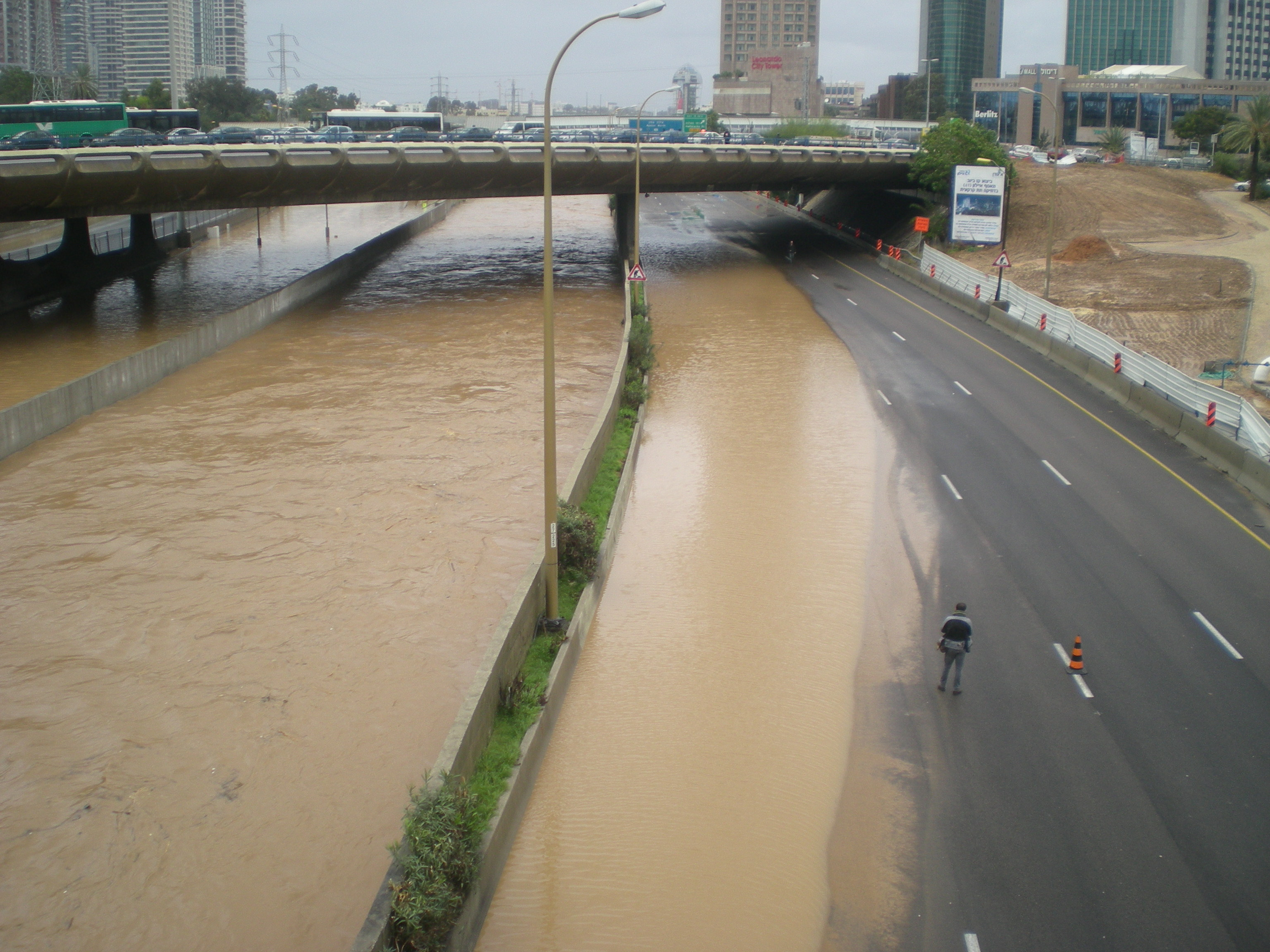
Überfluteter Ajalonkorridor, 2008

Statt der Sümpfe durchfließt der Ajalon hier kanalisiert den bis 1982 angelegten so genannten Ajalonkorridor (hebräisch פְּרוֹזְדּוֹר אַיָּלוֹן Prōsdōr Ajjalōn). Im Norden der Stadt fließt der Ajalon in den Jarkon, der wenig später in das Mittelmeer mündet. Wie viele andere Flüsse in Israel trocknet der Ajalon im Sommer mangels Niederschläge weitgehend aus. Allerdings kam es im Winter zur Hauptregenzeit auch schon zu Überschwemmungen im Ajalonkrridor, die die Sperrung der Verkehrsadern dort notwendig machte.

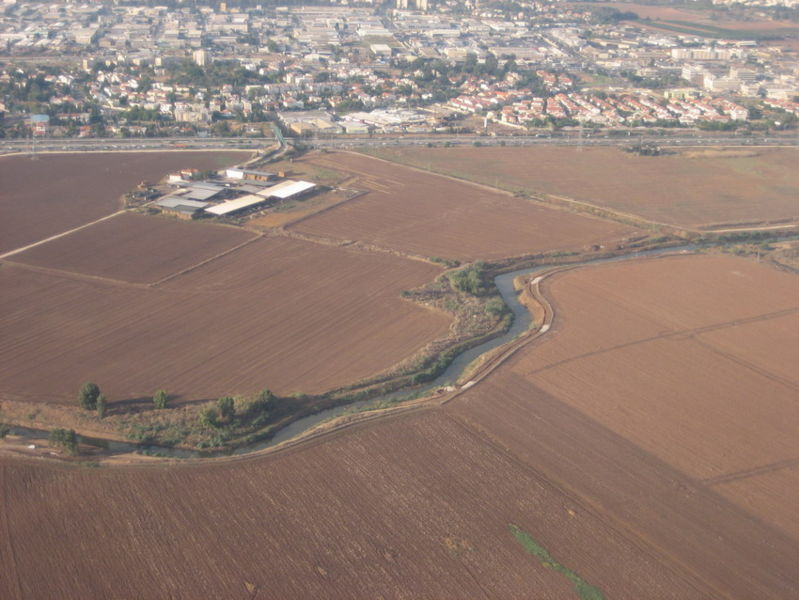
Mäandernder Ajalon nördlich Asors, 2006

## Bedeutung
Nach der Gründung Tel Avivs stellten zunächst der Jarkon im Norden und der Ajalon im Osten die Grenze des Weichbilds dar, so dass zunächst nur ein schmaler Küstenstreifen für die neue Stadt zur Verfügung stand. Inzwischen liegt der Ajalon mitten im städtischen Ballungsgebiet Gusch Dan, denn Tel Aviv reicht im Norden über den Jarqon und im Südosten über den Ajalon hinaus, der abschnittsweise auch die Grenze zu den östlichen Nachbarstädten Givʿatajim und Ramat Gan bildet. 

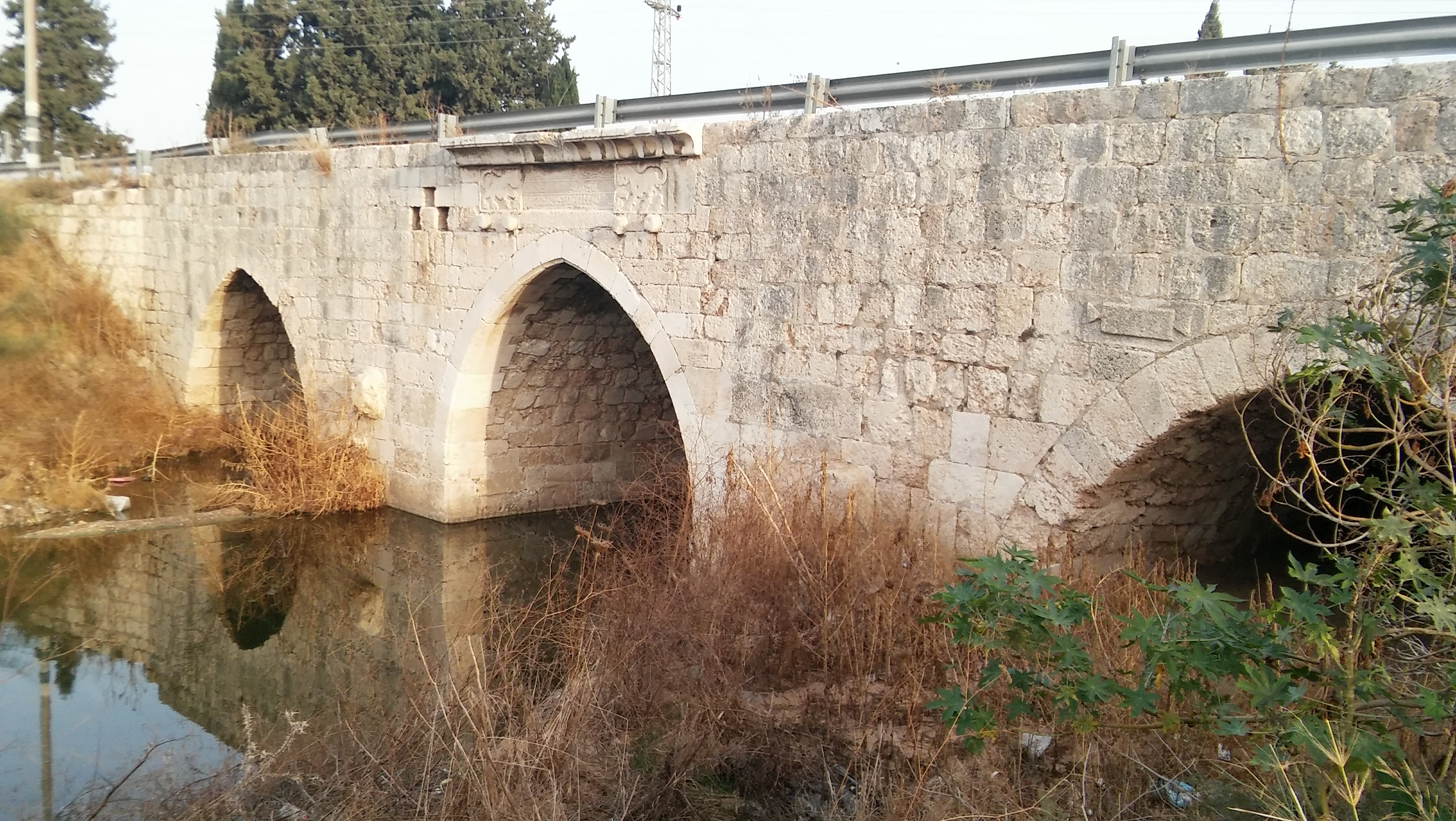
Ajalon unter mamlukischem Gescher Lod des Kvisch im Norden Lods, 2016

Der Ajalon in Tel Aviv ist inzwischen begradigt und kanalisiert und Teil des Ajalonkorridors, der zwischen 1973 und 1993 ausgebaut wurde, um Platz für wichtige Verkehrsadern zu schaffen. Im Geländeeinschnitt des Korridors verlaufen der Fluss und westlich anliegend die viergleisige Bahnstrecke Naharija–Beʾer Scheva (schrittweise 1988/1993 eröffnet) beide eingezwängt in Mittellage zwischen den Richtungsfahrbahnen der vielstreifigen Autobahn  (Ajalon-Schnellweg; schrittweise 1978/1982/1984 und 1991 eröffnet). Der Ajalonkorridor ist ein Nadelöhr des landesweiten Verkehrs. Der Ajjalon-Schnellweg ist bekannt für seine täglichen, oft kilometerlangen Staus während der Stoßzeiten. 

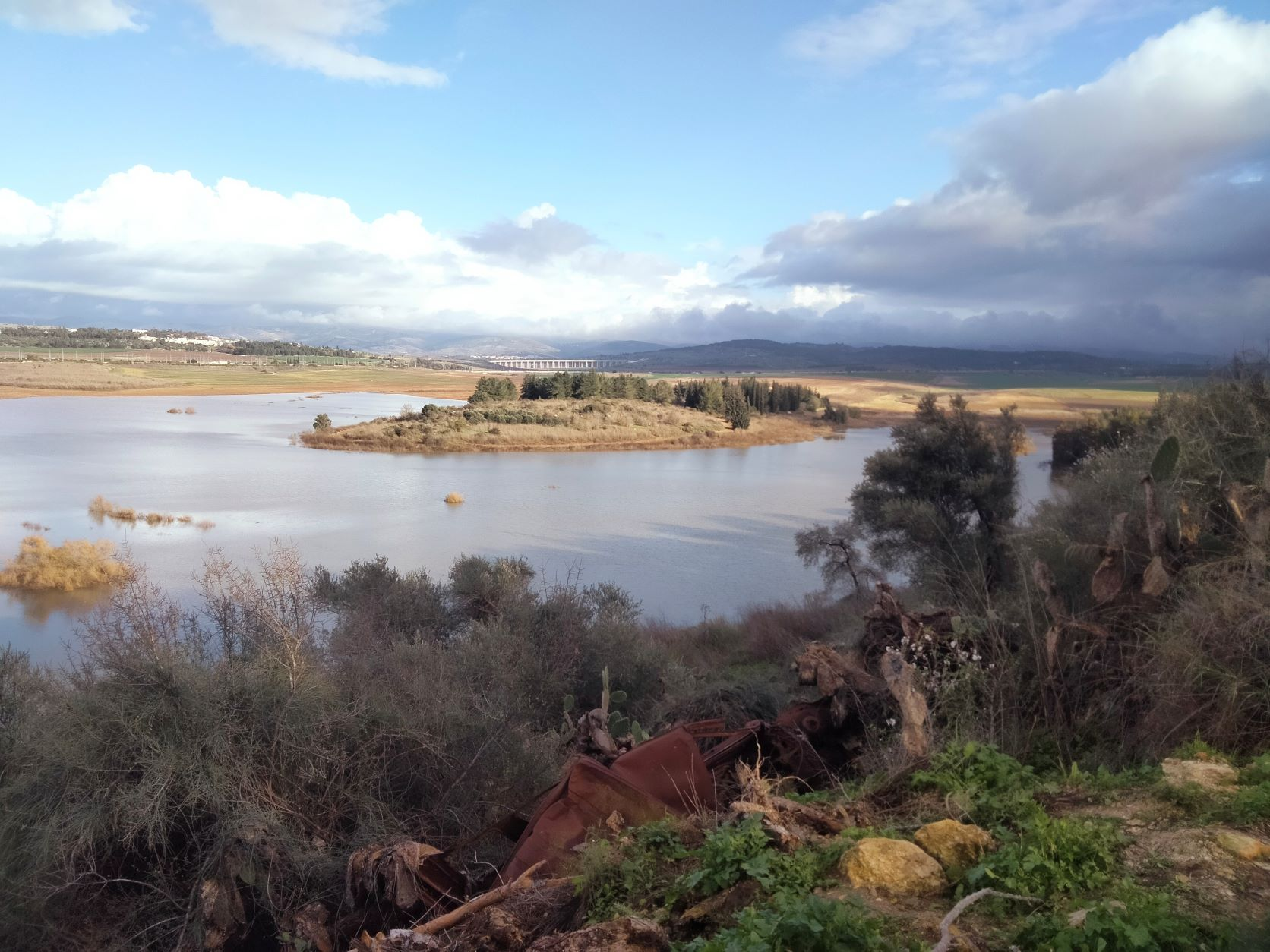
Winterlich gefüllter Stausee Maʾagar Ajjalon vor Ajjalontalviadukt der Schnellbahn Tel Aviv–Jerusalem, 2022